# Amanita daucipes
Amanita daucipes (лат.) — гриб семейства мухоморовые (Amanitaceae). Включён в подрод Lepidella рода Amanita.

## Биологическое описание

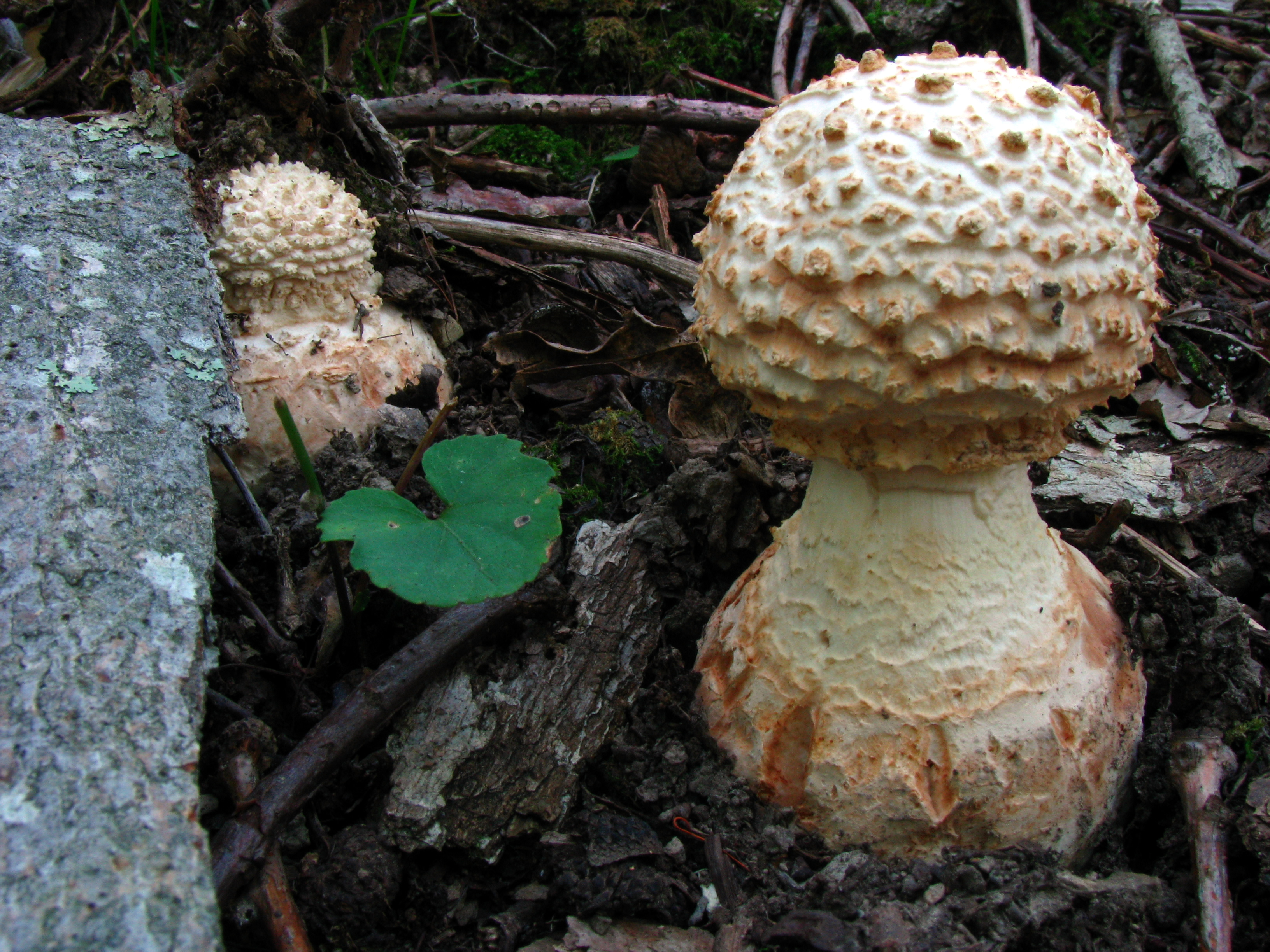
Молодые плодовые тела

- Шляпка 6,5—25 см в диаметре, сначала выпуклой, затем широко-выпуклой и почти плоской формы, с кремово-белой или светло-розовато-оранжевой, покрытой розоватыми колючками или бородавками неправильной формы поверхностью.
- Мякоть беловатого цвета, со сладковатым запахом, напоминающим ветчину.
- Гименофор пластинчатый, пластинки свободные или почти свободные, частые, белого или светло-кремового цвета.
- Ножка 6,5—25 см длиной, одного цвета со шляпкой или светлее, нередко с оранжеватыми или красновато-коричневатыми пятнами, с неровной поверхностью, в основании с бульбовидным утолщением до 12,5 см толщиной. Кольцо располагается в верхней части ножки, нередко исчезает.
- Споры 9—11×5,5—6,5 мкм, амилоидные, эллиптической формы, с гладкой поверхностью.
- Пищевые качества не изучены.

## Экология и ареал
Встречается одиночно или небольшими группами, в смешанных или дубовых лесах. Образует микоризу. Известен с юга Северной Америки.